# La Cabana d'en Rourell
La Cabana d'en Rourell és una casa de Granollers de Rocacorba, al municipi de Sant Martí de Llémena (Gironès), inclosa a l'Inventari del Patrimoni Arquitectònic de Catalunya.

## Descripció
Edifici de planta rectangular, de planta baixa i dos pisos, amb teulat a un vessant, vers la façana posterior. De composició simètrica a totes les façanes. Les laterals i posteriors tenen dues finestres per planta. La principal en té tres per planta. La central de la segona planta és la més gran i les laterals de la primera planta estan tapiades.
A planta baixa hi ha la porta que dona a un clos semicircular, amb escala de pedra al costat oposat i ancorada a la paret del clos de pedra.
Tota l'edificació és de pedruscall excepte les obertures, que són de rajols massissos.